# Eugène Labiche
Eugène-Marin Labiche (n. 5 mai 1815, Paris, Primul Imperiu Francez – d. 23 ianuarie 1888, Paris, Franța) a fost un dramaturg francez.
A scris comedii de moravuri și vodeviluri (unele în colaborare cu Émile Augier).
Se remarcă tehnica teatrală și simțul caricatural, prezentarea lucidă, cu ochiul moralistului, a lumii micii burghezii din acea epocă.

## Scrieri

### Piese de teatru
- 1840: Deux Papas Très-bien, ou La Grammaire de Chicard
- 1844: Le Major Cravachon
- 1846: Frisette
- 1848: Le Club Champenois
- 1848: Un Jeune Homme Pressé
- 1850: Embrassons-nous, Folleville!
- 1850: La Fille Bien Gardée
- 1850: Un garçon de chez Véry
- 1851: Un chapeau de paille d'Italie; ro.: Pălăria florentină
- 1852: Maman Sabouleux
- 1852: Edgar et sa Bonne
- 1852: Mon Isménie!
- 1852: Un Monsieur qui Prend la Mouche
- 1852: Les Suites d'un Premier Lit
- 1853: La Chasse aux Corbeaux
- 1854: Les Marquises de la fourchette
- 1855: La Perle de la Canebière
- 1856: Si Jamais je te pince...!
- 1857: L'Affaire de la rue de Lourcine
- 1857: Les Noces de Bouchencœur
- 1858: L'Avare en gants jaunes
- 1858: Un Monsieur qui Brûlé une dame
- 1858: Deux Merles Blancs
- 1858: Le Clou aux Maris
- 1859: Les Petites Mans
- 1859: Le Baron de Fourchevif
- 1860: Les Deux Timides
- 1860: Un Gros Mot
- 1860: J'Invite le Colonel!
- 1860: La Sensitive
- 1860: Le Voyage de monsieur Perrichon; ro.: Călătoria domnului Perrichon
- 1861: La Poudre aux yeux
- 1861: Les Vivacités du Capitaine Tic
- 1861: J'ai Compromis ma femme
- 1862: Les Petits Oiseaux
- 1862: La Station Champbaudet
- 1862: Les 37 Sous de Monsieur Montaudoiun
- 1862: Le première pas
- 1863: La Commode de Victorine
- 1863: Célimar: Le Bien-Aimé
- 1864: La Cagnotte, ro.: Caniota
- 1864: Moi
- 1864: Un Mari qui lance sa femme
- 1864: Le Point de Mire
- 1865: Le Voyage en Chine
- 1866: Un Pied Dans le Crime
- 1867: La Grammaire
- 1867: La Main Leste
- 1868: Le Petit Voyage
- 1869: Le Choix d'un Gendre (un pochade en un acte)
- 1870: Le Plus Heureux des Trois
- 1872: Doit-on le dire?
- 1873: 29 Degrés à l'Ombre; ro.: 29 de grade la umbră
- 1875: Les Trente Millions de Gladiator
- 1875: Le Cachemire X. B. T.
- 1876: Le Prix Martin
- 1876: La Cigale chez les fourmis

## Vezi și
- Listă de piese de teatru franceze